# نظام عد أحادي

بعض أشكال نظام العد الأحادي لتمثيل العدد 8.

الرمز 正 (ويعني كلمة صحيح) يستخدم في دول اليابان، الصين، وكوريا للتعبير بشكله الكامل عن الرقم 5.

نظام العد الأحادي (بالإنجليزية: Unary Numeral System)‏ هو نظام للعد ذو أساس أحادي. يعتبر هذا النظام من أبسط أنظمة العد لتمثيل الأعداد الطبيعية، حيث من أجل تمثيل أي عدد N، يتم تكرار رمز معين يمثل العدد 1 لـ N مرة. على سبيل المثال، باستخدام الرمز | (رمز العصا) فيمكن تمثيل العدد 6 على الشكل ||||||. الطريقة البسيطة للعد بهذه الطريقة هي استخدام الأصابع. يفيد هذا النظام في عد النتائج أثناء حدوثها، مثل عد النقاط في مباراة رياضية، وذلك لعدم الحاجة إلى مسح أو تعديل أي نتيجة متوسطة وإنما تكون النتيجة النهائية هي الهامة للحكم على نتيجة المباراة.
عادة ما يتم تجميع الرموز الأحادية في مجموعات لإنشاء مجموعات أعداد من أجل تسهيل العد الأخير، وهذه العملية تشابه وظيفة الفراغات أو الفاصلة العشرية في نظام العد العشري.
من الممكن القيام بعمليات الجمع، والطرح بسهولة كبيرة في هذا نظام العد الأحادي، بينما عمليتي الضرب والقسمة تتطلب جهداً أكبر.
لا يوجد أي رمز يمثل العدد صفر في نظام العد الأحادي.
بمقارنة هذا النظام مع أنظمة العد ذات المراتب (نظام العد الثنائي، نظام العد العشري.. الخ) فإن هذا النظام هو غير مناسب عملياً وخصوصاً في الحسابات الضخمة.